# Emma Meissner
Emma Meissner, född Ekström 30 oktober 1866 i Karlstad, död 20 november 1942 i Stockholm, var en svensk operettsångare (sopran) och skådespelare.

## Biografi
Meissner var engagerad i kören vid Mindre teatern i Stockholm 1881–1883. Sitt första sceniska framträdande hade hon som en av schackbönderna i Sjökadetten. Hon var elev vid konservatoriet i Stockholm 1884–1885 samt hos Fritz Arlberg och Signe Hebbe 1885–1886. Därefter var hon engagerad hos Fröberg 1886–1888 och vid Södra Teatern i Stockholm 1888–1889.
Hon fick sitt genombrott på Vasateatern i Stockholm 1890 som Yum Yum i Mikadon. Under 1891 uppträdde hon tillsammans med Elisabeth Hjortberg som varietésångerska och turnerade i Norge, Danmark, England och Tyskland. Senare övergick hon till Oscarsteatern där hon bland annat 1907 spelade titelrollen i den första svenska uppsättningen av Glada änkan.
Totalt medverkade hon i över 100 olika operetter. Hon filmdebuterade 1903 och kom att medverka i drygt 15 filmer. Hon var även verksam som grammofonartist.
Hon var 1894–1897 gift med kassör Robert Berg och från 1899 med kapellmästaren Hjalmar Meissner. Hon är begravd på Norra begravningsplatsen i Stockholm.

## Filmografi
- 1903 – Lili
- 1907 – Den glada änkan
- 1908 – Amerikaminnen
- 1909 – Skilda tiders danser
- 1913 – Filmdrottningen
- 1923 – Hemslavinnor
- 1931 – Falska miljonären
- 1932 – Vi som går köksvägen
- 1934 – Eva går ombord
- 1936 – Intermezzo
- 1937 – Sara lär sig folkvett
- 1937 – Pappas pojke
- 1937 – Familjen Andersson
- 1962 – Fåfängans marknad

## Teater

### Roller (ej komplett)
| År   | Roll                                       | Produktion                                                                | Regi                  | Teater                        |
| ---- | ------------------------------------------ | ------------------------------------------------------------------------- | --------------------- | ----------------------------- |
| 1888 | Eurydice                                   | Orfeus i underjorden Jacques Offenbach, Henri Meilhac och Ludovic Halévy  |                       | Södra Teatern                 |
| 1889 | Cavilda                                    | Hälften var eller Hin ondes andel Daniel Abuer och Eugène Scribe          |                       | Södra Teatern                 |
| 1889 | Stella                                     | Jakten efter lyckan Franz von Suppé, Richard Genée och Bruno Zappert      | Henrik Christiernsson | Djurgårdsteatern              |
| 1889 | Lotta Andersson, medlem i damkvartett      | Till Paris Frans Hodell                                                   |                       | Vasateatern                   |
| 1889 | Schrollina                                 | Kapten Fracassa Rudolf Dellinger, Richard Genée och Friedrich Zell        |                       | Vasateatern                   |
| 1889 | Fanchette                                  | Sjökadetten Richard Genée                                                 |                       | Vasateatern                   |
| 1889 | Hertiginnan de Parthenay                   | Lille hertigen Henri Meilhac och Ludovic Halévy                           |                       | Vasateatern                   |
| 1892 | Erminy, Lord Losebernes dotter             | Jack och Bob Edward Jakobowski, Claxson Bellamy och Harry Paulton         |                       | Vasateatern                   |
| 1893 | Dockféen                                   | Dockféen Josef Bayer                                                      |                       | Vasateatern                   |
| 1893 | Hilma Andersson, sömmerska                 | Amors droska Rudolf Kneisel och Hermann Hirschel                          |                       | Vasateatern                   |
| 1894 | Fröken Stockholm                           | En séance vid Saltsjöbaden Harald Leipziger                               |                       | Vasateatern                   |
| 1894 | Francine, "Lilla mamma"                    | Lilla mamma Hervé, Henri Chivot och Alfred Duru                           |                       | Vasateatern                   |
| 1894 | Wladimir Dimitrowitsch Samoiloff, löjtnant | Fatinitza Franz von Suppé                                                 |                       | Vasateatern                   |
| 1898 | Molly Seamore                              | Geishan Sidney Jones, Owen Hall och Harry Greenbank                       |                       | Vasateatern                   |
| 1905 |                                            | Både hjärta och hand Charles Lecocq, Charles Nuitter och Alexandre Beaume |                       | Östermalmsteatern             |
| 1905 |                                            | En lektion Walter Christmas                                               |                       | Svenska teatern, Stockholm    |
| 1905 | Eurydike                                   | Orfeus i underjorden Jacques Offenbach, Henri Meilhac och Ludovic Halévy  |                       | Östermalmsteatern             |
| 1906 | Catherine Hübscher                         | Hertiginnan av Danzig Ivan Caryll och Henry Hamilton                      |                       | Östermalmsteatern             |
| 1906 |                                            | Söndagsbarnet Carl Millöcker, Richard Genée och Friedrich Zell            |                       | Östermalmsteatern             |
| 1906 | Fragoletto                                 | Frihetsbröderna Jacques Offenbach, Henri Meilhac och Ludovic Halévy       |                       | Oscarsteatern                 |
| 1906 | Daisy                                      | Dollarprinsessan Leo Fall, Alfred Maria Willner och Fritz Grünbaum        |                       | Oscarsteatern                 |
| 1907 | Hanna Glawari                              | Glada änkan Franz Lehár, Victor Léon och Leo Stein                        | Axel Bosin            | Oscarsteatern                 |
| 1908 | Daisy Gray                                 | Dollarprinsessan Leo Fall, Alfred Maria Willner och Fritz Grünbaum        | Axel Bosin            | Oscarsteatern                 |
| 1910 | Fatmé                                      | Mahomets paradis Robert Planquette och Henri Blondeau                     |                       | Oscarsteatern                 |
| 1911 | Mirandola                                  | Vackra ladyn Giacomo Minkowsky och Rudolf Lothar                          | Emil Linden           | Oscarsteatern                 |
| 1911 | Susanna Pomarel                            | Kyska Susanna Jean Gilbert och Georg Okonkowski                           |                       | Oscarsteatern                 |
| 1912 |                                            | Kvinnohataren Edmund Eysler, Leo Stein och Karl Lindau                    | Emil Linden           | Oscarsteatern                 |
| 1912 | Pepita                                     | Eva Franz Lehár                                                           | Emil Linden           | Oscarsteatern                 |
| 1912 | Medverkande                                | Biografflugan Walter Kollo och Willy Bredschneider                        |                       | Oscarsteatern                 |
| 1914 | Delia Gill                                 | Filmdrottningen Max Winterfeld                                            |                       | Oscarsteatern                 |
| 1915 | Juliette Vermont                           | Greven av Luxemburg Franz Lehár, Alfred Maria Willner och Robert Bodansky |                       | Oscarsteatern                 |
| 1918 | Adèle                                      | Läderlappen Johann Strauss d.y., Karl Haffner och Richard Genée           |                       | Albert Ranfts operettsällskap |
| 1920 |                                            | Boccaccio Franz von Suppé, Camillo Walzel och Richard Genée               | Carl Barcklind        | Oscarsteatern                 |
| 1921 | Grevinnan Alexandrovna                     | Sista valsen Oscar Straus, Julius Brammer och Alfred Grünwald             | Carl Barcklind        | Oscarsteatern                 |
| 1922 | Lucullus hushållerska                      | Lucullus Jean Gilbert, Rudolf Schanzer och Ernst Welisch                  | Carl Barcklind        | Oscarsteatern                 |
| 1923 | Madame Brocard                             | Gri-Gri Paul Lincke, Heinrich Bolten-Baeckers och Jules Chancel           | Elvin Ottoson         | Oscarsteatern                 |
| 1924 | Den österrikiska grevinnan                 | Kvinnan i purpur Jean Gilbert, Leopold Jacobson och Rudolf Oesterreicher  | Nils Johannisson      | Oscarsteatern                 |
| 1925 | Furstinnan Bozena Cuddenstein zu Chlumetz  | Grevinnan Mariza Julius Brammer, Alfred Grünwald och Emmerich Kálmán      | Nils Johannisson      | Oscarsteatern                 |
| 1925 |                                            | Damerna från Olympen Rudolf Schanzer, Ernst Welisch och Rudolf Nelson     | Nils Johannisson      | Oscarsteatern                 |
| 1925 |                                            | Lille kavaljeren Rudolf Schanzer, Ernst Welisch och Leo Fall              | Nils Johannisson      | Oscarsteatern                 |
| 1925 | Jessie                                     | Orloff Ernst Marischka och Bruno Granichstaedten                          | Nils Johannisson      | Oscarsteatern                 |
| 1925 | Stina                                      | Julstjärnan Sverre Brandt och Johan Halvorsen                             | Nils Johannisson      | Oscarsteatern                 |
| 1926 | Aurora                                     | Hjärtekrossaren Hermann Haller och Eduard Künneke                         | Oskar Textorius       | Oscarsteatern                 |
| 1926 | Comtessen                                  | Apollon ombord Evert Taube                                                | Oskar Textorius       | Vasateatern                   |
| 1926 | Fru Sillery                                | Niniche Marius Boullard, Alfred Hennequin och Albert Millaud              | Albert Ranft          | Vasateatern                   |
| 1927 | Bankdirektörens fru                        | Adjö, Mimi Ralph Benatzky, Alexander Engel och Julius Horst               | Oskar Textorius       | Vasateatern                   |
| 1928 | Fröken Poumaillac                          | Inte på mun Maurice Yvain och André Barde                                 | Oskar Textorius       | Vasateatern                   |
| 1928 | Grevinnan Alexandrovna                     | Sista valsen Oscar Straus, Julius Brammer och Alfred Grünwald             | Oskar Textorius       | Vasateatern                   |
| 1935 | Anna Pavlovna                              | Fedja eller Det levande liket Leo Tolstoj                                 | Per Lindberg          | Vasateatern                   |
| 1936 | Molly                                      | Geishan Owen Hall och Sidney Jones                                        | Karl Kinch            | Oscarsteatern                 |

## Bilder

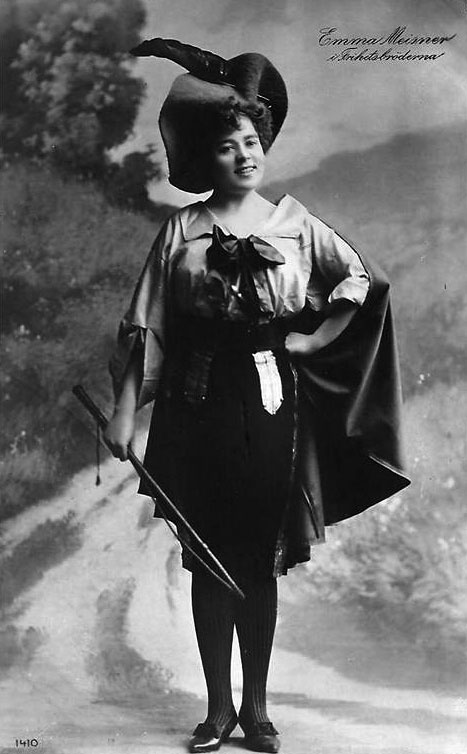
Som Fragoletto i Frihetsbröderna på Oscarsteatern 1906.
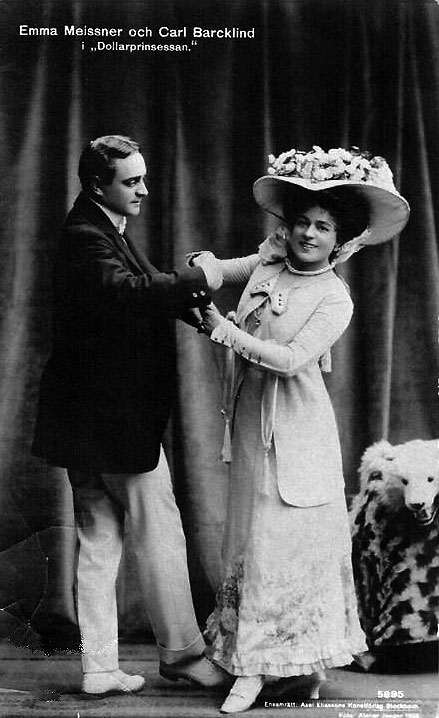
Som Daisy mot Carl Barcklind som Hans von Schlick i Dollarprinsessan på Oscarsteatern 1906.
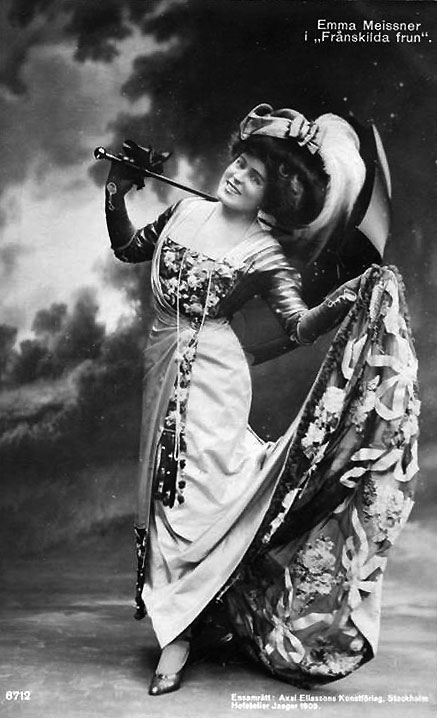
Emma Meissner i operetten Frånskilda frun på Oscarsteatern 1906.
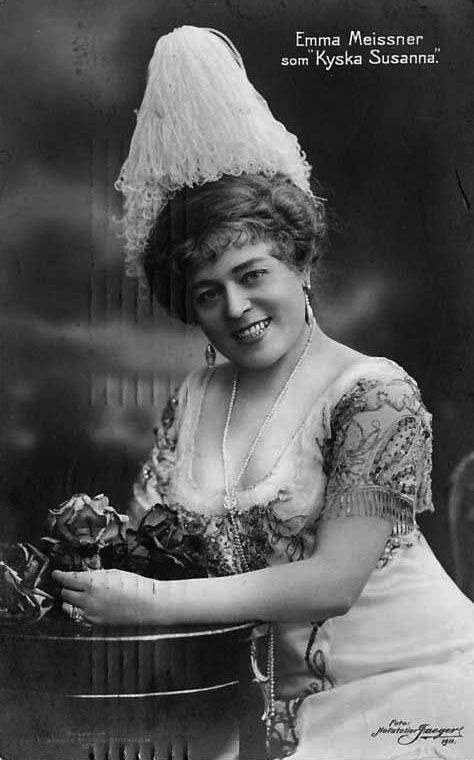
Som Susanna i operetten Kyska Susanna på Oscarsteatern 1911.
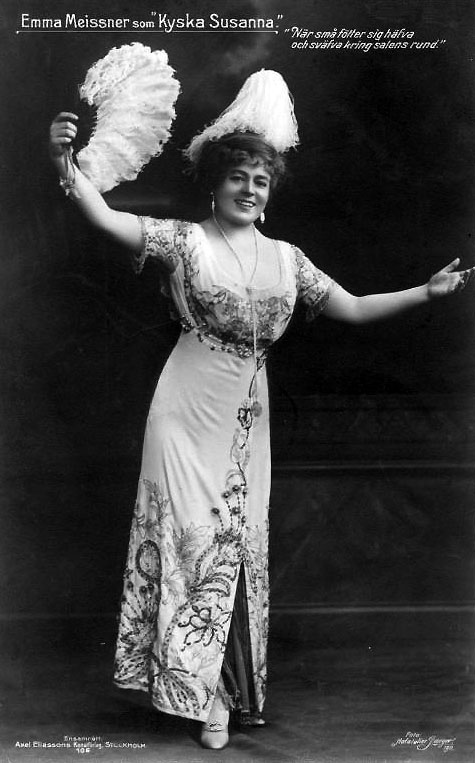
Som Susanna i Kyska Susanna på Oscarsteatern 1911.
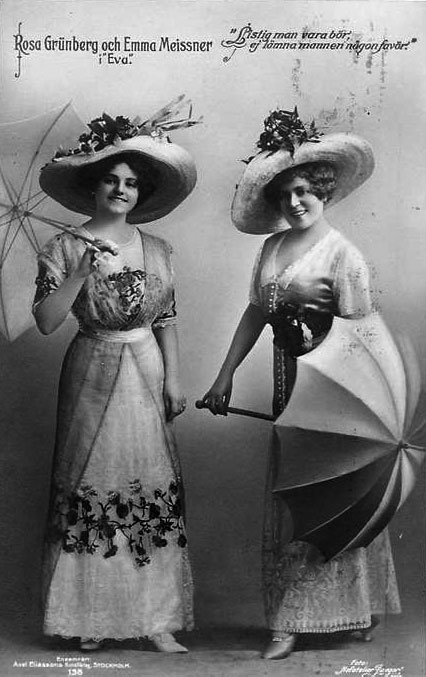
Som Pepita och Rosa Grünberg i titelrollen i operetten Eva på Oscarsteatern 1912.
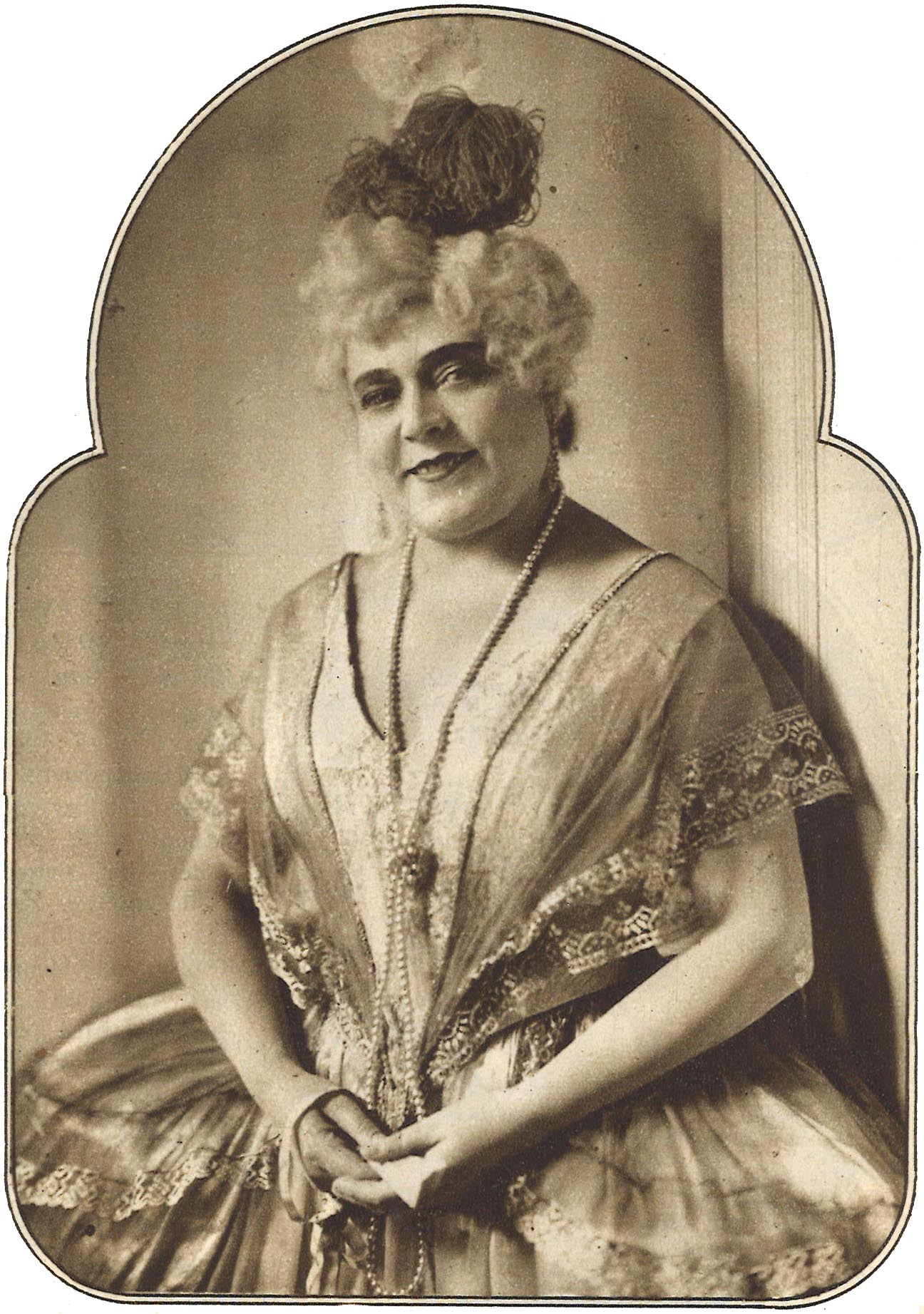
I Lilla kavaljeren 1925.
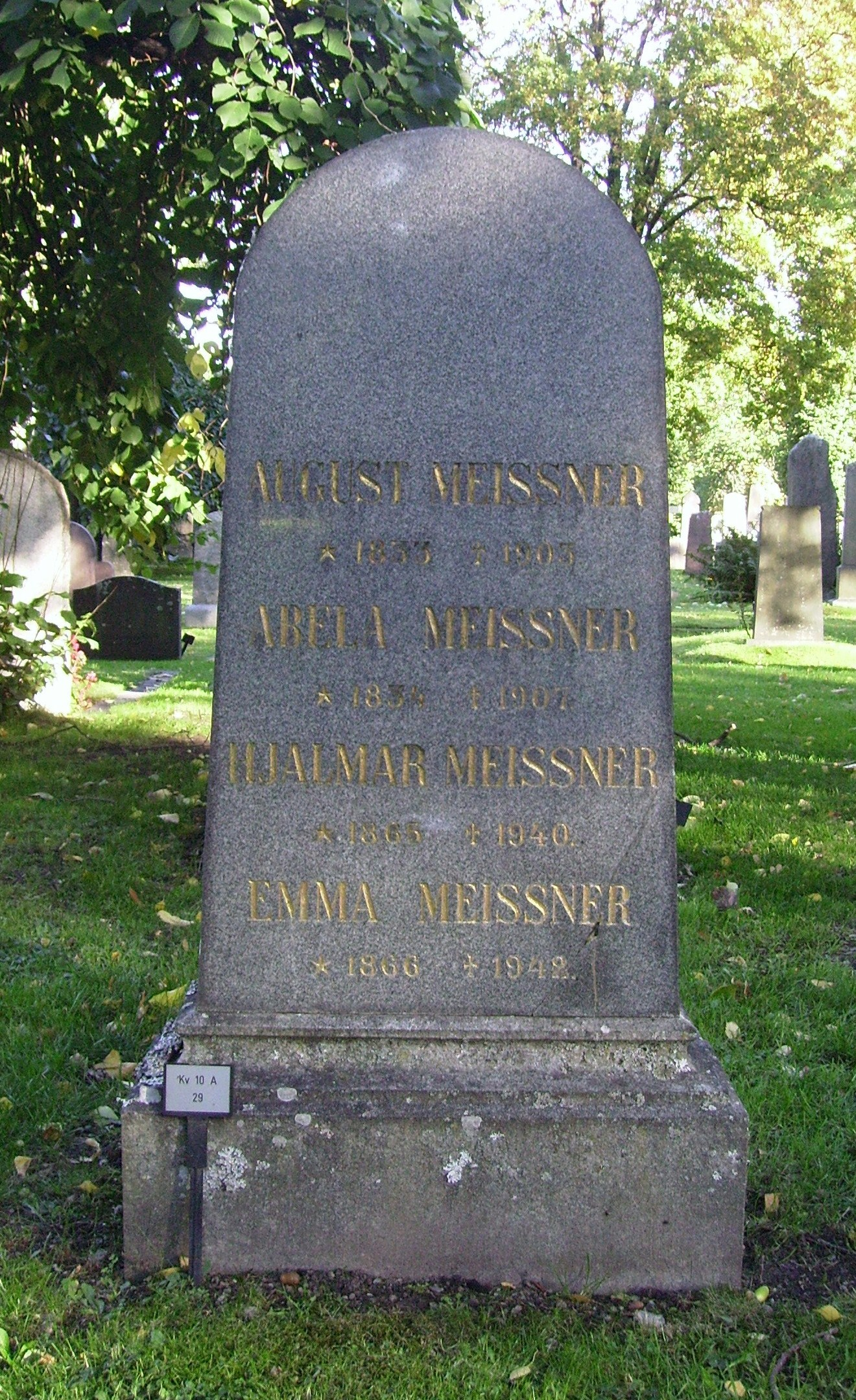
Emma och Hjalmar Meissners gravvård på Norra begravningsplatsen i Solna kommun.

## Diskografi
- Odeonkavalkaden 1906–1925. Del 2. LP. Odeon 7C 062-35940 M. 1983. – Innehåll: 16. Die Dollarprinzessin. Ringel-rej / Carl Barcklind & Emma Meissner med pianoackompanjemang.